# Vladimir Baguirov
Vladimir Baguirov (russe : Влади́мир Константи́нович Баги́ров) (Bakou, 16 août 1936 – Finlande, 21 juillet 2000) est un joueur d'échecs soviétique puis letton, également entraîneur. Grand maître international depuis 1979 et champion du monde senior en 1998, il succomba à une crise cardiaque pendant un tournoi disputé en Finlande..

## Biographie et carrière
Vladimir Konstantinovitch Baguirov est né dans la ville de Bakou d'une mère ukrainienne et d'un père arménien. Vladimir Constantinovitch Baguirov montra un talent échiquéen précoce et fut entraîné par le maître Vladimir Makogonov.
Baguirov participa à dix finales championnats d'URSS où son meilleur résultat fut une quatrième place obtenue à son début en 1960. Il fit ses débuts en demi-finale du championnat soviétique en 1957, mais il n'atteignit pas la finale. Baguirov se qualifia pour la première fois pour la finale disputée à Leningrad en 1960 où il termina à une excellente 4e place. C'est Viktor Kortchnoï qui fut vainqueur.
Il fut sélectionné dans l'équipe soviétique pour le championnat d'Europe par équipes disputé à Oberhausen en 1961 et joua également la même année dans l'équipe olympique d'étudiants en 1961. Baguirov obtint le titre de maître international en 1963, mais il dut attendre 1978 pour obtenir le titre de grand maître, même si son résultat du championnat soviétique de 1960 avait clairement montré qu'il avait atteint ce niveau.
Baguirov devint entraîneur dans les années 1970. Il fut notamment entraîneur du futur champion du monde Garry Kasparov en 1975. À la suite d'un conflit avec les instances officielles d'échecs, Baguirov émigra en Lettonie à la fin des années 1970 où il entraîna l'ex-champion du monde  Mikhaïl Tal, et les futurs grands maîtres Alexeï Chirov et Alexander Shabalov.

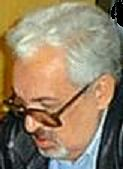
Baguirov en 1998 en Grèce.

À la suite de l'ouverture de l'Union soviétique en 1991, Baguirov participa à plus de tournois d'échecs qu'auparavant, notamment à de nombreux tournois open en Europe. Il se maintint à un bon niveau et remporta le championnat du monde senior en 1998 sur le score de 8,5/11.
En 2000, Baguirov prit part à un tournoi disputé en Finlande. Il entama le tournoi Heart of Finland Open avec trois victoires consécutives. Dans la quatrième ronde, il avait une position gagnante contre Teemu Laasanan, quand il fut frappé par une crise cardiaque et mourut le lendemain, le 21 juillet 2000.

## Publications en anglais
Baguirov était un théoricien réputé des ouvertures (une de ses armes favorites était la Défense Alekhine). Il a publié deux livres et un CD-Rom entre 1994 et 2000.
- English Opening : Classical and Indian (ouverture anglaise : classique et indienne), traduit du russe en anglais par Ken Neat, Londres, Cadogan Chess, 1994,  (ISBN 1857-440331)
- English Opening : Symmetrical (ouverture anglaise symétrique), traduit du russe en anglais par by Ken Neat, Londres, Cadogan Chess, 1995,  (ISBN 1857-440323)
- Queen's Gambit Declined, Exchange Variation (gambit de la dame refusé, variante d'échange), cédérom, Amsterdam, New In Chess, 2000